# Baron Hylton

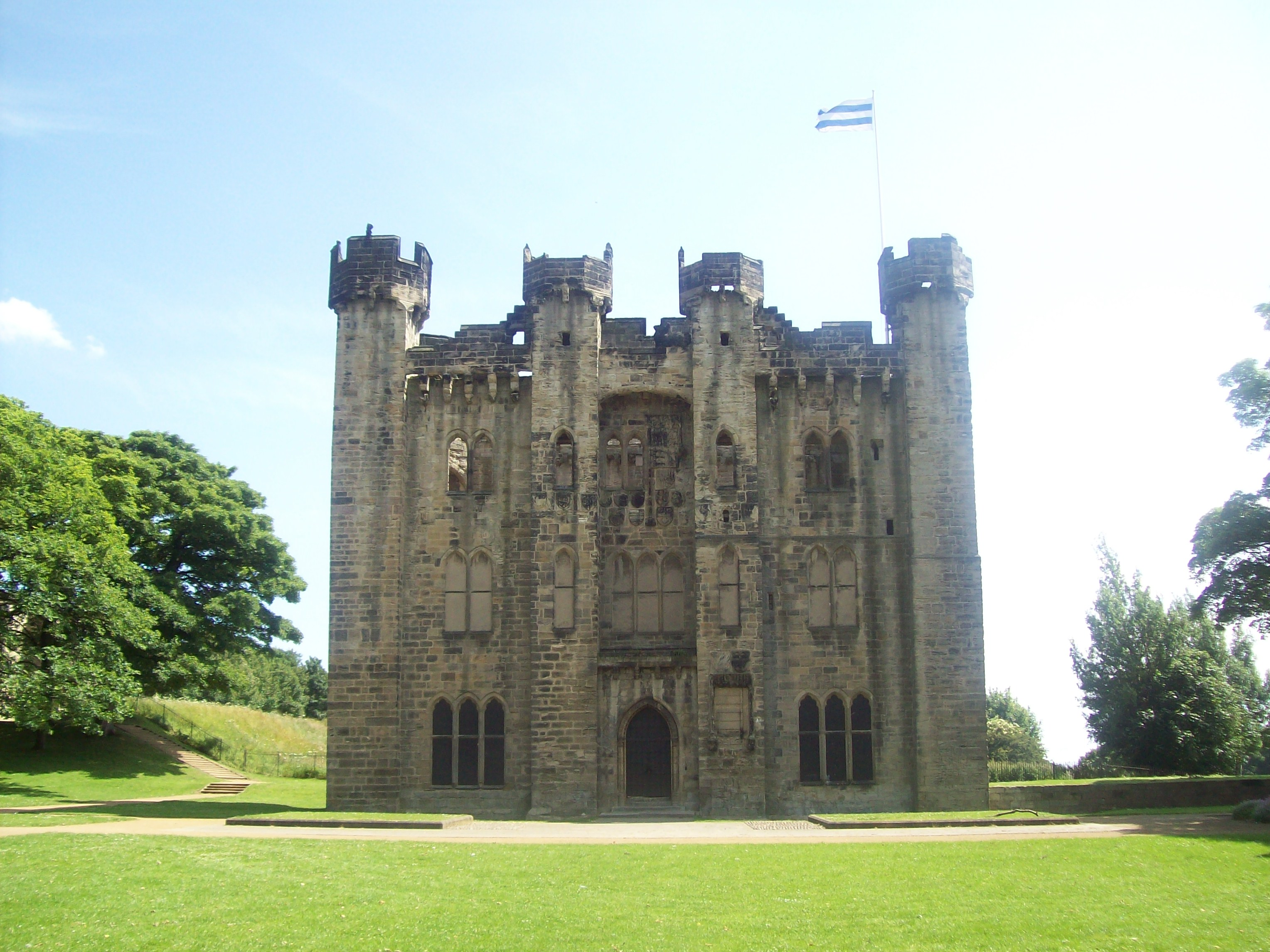
Hylton Castle in Sunderland, historischer Stammsitz der Barone Hylton

Baron Hylton ist ein erblicher britischer Adelstitel, der bisher zweimal verliehen wurde.

## Erste Verleihung
Der Titel wurde erstmals 1295 in der Peerage of England, als Robert Hylton durch Writ of Summons ins Model Parliament berufen wurde. Sein Sohn Alexander wurde 1332 und 1335 ins Parlament einberufen. Dessen Nachfahren wurden jedoch nicht mehr ins Parlament einberufen. Deshalb war der Titel seither nur noch de jure existent. Als der de jure 18. Baron Hylton 1746 ohne männliche Erben starb, fiel der Titel in Abeyance.

## Zweite Verleihung
Die zweite Verleihung erfolgte 1866 in der Peerage of the United Kingdom mit der Verleihung des Titels Baron Hylton, of Hylton in the County Palatine of Durham and of Petersfield in the County of Southampton, an den Militär und konservativen Politiker, Sir William Jolliffe, 1. Baronet. Er war ein Co-Erbe der ruhenden Baronswürde erster Verleihung. Er war bereits 1821 zum Baronet, of Merstham in the County of Surrey, erhoben worden. Heute hat dessen Ur-Urenkel als 5. Baron die Titel inne.

## Liste der Barone Hylton

### Barone Hylton, erste Verleihung (1295)
- Robert Hylton, 1. Baron Hylton († 1322)
- Alexander Hylton, 2. Baron Hylton († 1360)
- Robert Hylton, de jure 3. Baron Hylton (1340–1377)
- Sir William Hylton, de jure 4. Baron Hylton (1356–1435)
- Sir Robert Hylton, de jure 5. Baron Hylton (1385–1447)
- William Hylton, de jure 6. Baron Hylton († 1457)
- Sir William Hylton, de jure 7. Baron Hylton (1451–1500)
- Sir William Hylton, de jure 8. Baron Hylton († 1535)
- Sir Thomas Hylton, de jure 9. Baron Hylton († 1560)
- Sir William Hylton, de jure 10. Baron Hylton (um 1510–1565)
- Sir William Hylton, de jure 11. Baron Hylton († 1600)
- Henry Hylton, de jure 12. Baron Hylton (1586–1641)
- Robert Hylton, de jure 13. Baron Hylton († 1641)
- John Hylton, de jure 14. Baron Hylton († 1655)
- John Hylton, de jure 15. Baron Hylton (1628–1670)
- Henry Hylton, de jure 16. Baron Hylton (1637–1712)
- Richard Hylton, de jure 17. Baron Hylton († 1722)
- John Hylton, de jure 18. Baron Hylton (1699–1746) (abeyant)

### Barone Hylton, zweite Verleihung (1866)
- William George Hylton Jolliffe, 1. Baron Hylton (1800–1876)
- Hedworth Hylton Jolliffe, 2. Baron Hylton (1829–1899)
- Hylton George Hylton Jolliffe, 3. Baron Hylton (1862–1945)
- William George Hervey Jolliffe, 4. Baron Hylton (1898–1967)
- Raymond Hervey Jolliffe, 5. Baron Hylton (* 1932)

Titelerbe (Heir apparent) ist der Sohn des aktuellen Barons, Hon. William Henry Martin Jolliffe (* 1967).